# Black Tide
Black Tide est un groupe de metalcore américain, originaire de Miami, en Floride.  Formé en 2004, le groupe comprenait Gabriel « Weeman » Garcia à la guitare solo et au chant, Austin Diaz à la guitare rythmique, et Cody Paige.
Après la signature au label Interscope Records, le groupe publie son premier album studio intitulé Light from Above le 18 mars 2008 et s'est fait connaître au moyen de beaucoup de festivals et concerts aux États-Unis, mais également en Europe, où ils ont pu élargir leur succès. Leur chanson Warriors of Time les fait connaître un peu plus en faisant partie du jukebox de NHL 09, édité par EA Sports. En 2011 sort leur deuxième album Post mortem. En 2012, Steven Spence quitte le groupe pour travailler sur d'autres projets.
Le groupe met fin à ses activités en 2016.

## Biographie

### Débuts (2004–2007)
Le groupe est initialement formé en 2004 à Miami, en Floride, par le guitariste Gabriel Garcia et son frère plus âgé Raul Garcia. Ce dernier recrute le deuxième guitariste Alex Nuñez. À cette époque, Gabriel n'avait que 11 ans, et Alex 13 ans. Ces deux derniers recrutent alors le bassiste Zachary Sandler et le batteur Steven Spence, après le départ de Raul du groupe. Le line-up du groupe fut enfin complet. Le groupe commence alors quelques concerts locaux, gagnant par la suite l'attention des labels de disque dues au jeune âge et au talent des membres.
En 2005, Black Tide signe le contrat d'une démo avec Atlantic Records sous le nom de Radio. Le contrat n'a duré que durant une année seulement, avant que le groupe ait été repéré par un directeur record pour EMI. À la mi-2007, Black Tide signe chez Interscope Records.

### Light from Above(2007–2009)
Black Tide enregistre un single, intitulé Shockwave. Le groupe commence les tournées, et gagne une apparition sur la seconde scène du Ozzfest ; le groupe doit cependant arrêter la tournée, sponsorisée par la marque Jägermeister, les membres étant tous trop jeunes pour boire de l'alcool. Bien que le groupe ne soit plus apparu sur la deuxième scène, Black Tide peut ouvrir sur la scène principale dans quelques secteurs pour Lordi, Static-X, Lamb Of God, et Ozzy Osbourne. Après le Ozzfest, le groupe part en tournée avec Avenged Sevenfold. À cette période, ils ont tous moins de 21 ans, et deux membres sont encore au lycée.
Vers le début 2007, Black Tide entre en studio à Chicago, dans l'Illinois, avec le producteur Johnny K. Le groupe enregistre 12 nouveaux titres qui ont inclus une reprise de la première chanson écrite par Metallica, Hit the Lights, qui est à l'origine apparue sur le premier album de Metallica, Kill 'Em All. L'album résultant, Light from Above, est publié le 18 mars 2008. L'album fut encensé par critiques, avec Dan Epstein du magazine Revolver indiquant que « l'album est comme un vieux disque des années '80 tout en étant frais, un début très prometteur », Black Tide est également récompensé dans la catégorie « meilleur nouveau groupe » au magazine Kerrang!. La chanson Shout, de l'album Light from Above, est incluse dans la bande-son du jeu vidéo Colin McRae: Dirt 2. Le titre Show Me the Way (Light from Above) se trouve par défaut dans le jeu Rock Band Unplugged sur Playstation Portable ; il est également présent dans la playlist du jeu vidéo, MotorStorm: Pacific Rift, sur PlayStation 3. Le titre Honest Eyes est utilisé pendant le trailer et durant la cinématique d'introduction de Street Fighter X Tekken.
En été 2008, le groupe participe au Mayhem Festival, jouant un peu partout aux États-Unis. Le groupe ouvrira pour Bullet for My Valentine à leur prochaine tournée européenne de novembre, aux côtés de Lacuna Coil et Bleeding Through. Black Tide partira aussi en tournée avec Bullet for My Valentine aux États-Unis en septembre. Le groupe joue ensuite au Kerrang! Relentless Energy Drink Tour avec Mindless Self Indulgence, Dir En Grey, Bring Me The Horizon et In Case of Fire. Ils commencent à enregistrer Prowler, une reprise de Iron Maiden, pendant cette tournée, un CD d'hommage à Iron Maiden est enregistré pour Kerrang!. De son côté, Nuñez travaillera aux chansons avec son nouveau groupe, The Panix. Black Tide participe à la tournée d'Escape the Fate en 2009, d'autres groupes participeront à cette tournée dont Attack Attack!, William Control et Burn halo. Black Tide part également en tournée japonaise et australienne à l'occasion de la tournée Into the Mouth of Hell We Tour avec Trivium, le 6 mai 2009 jusqu'au 19 mai 2009.

### Just Another Drug(2012–2014)
Le 11 juillet 2012, Gabriel Garcia annonce l'arrivée d'un nouvel EP, dont le mixage et la pochette sont en train d'être réalisés. Une semaine plus tard, le groupe annonce l'EP Just Another Drug, qui est repoussé au 21 août à cause de problèmes liés à la pochette. Le 24 août 2012, le groupe publie une version acoustique de la chanson Start Over sur YouTube.
Le 22 mars 2013, le bassiste Zakk Sandler explique que le groupe est en pause et annonce ne pas participer à l'EP Just Another Drug. Le 20 mai 2013, le batteur Steven Spence annonce son départ. Le 3 juillet 2013, Tim D'Onofrio est confirmé comme nouveau batteur, et participera à un nouvel EP intitulé Bite the Bullet, publié le 12 novembre 2013. Le 24 août, Black Tide annonce la sortie d'un premier single extrait de leur album, intitulé Not Afraid, le 31 août. Le 12 novembre 2013, le groupe annonce officiellement Bite the Bullet. Le groupe tournera sur la côte est américaine en soutien à l'EP entre le 26 novembre et le 9 décembre.

### Chasing Shadowset séparation (2014–2016)
Le 16 mars 2014, le groupe confirme sur Facebook que Ronny Gutierrez est désormais leur bassiste permanent, et Cody Paige leur nouveau batteur officiel. Paige est découvert par Ronny Gutierrez sur YouTube. Le 23 mai 2014, Black Tide commence sa tournée Rise Again Tour, en soutien à Bite the Bullet avec Threat Signal, Affiance, et Hatchet. En décembre 2014, Ronny est désormais guitariste à plein temps pour Shaggy (aka Mr. Boombastic).
Le 22 mai 2015, le groupe annonce un nouvel album intitulé Chasing Shadows, qui sera publié le 16 octobre 2015 via Pavement Entertainment.  

## Membres

### Derniers membres
- Gabriel Garcia – chant, guitare solo (2004–2016), basse (2013-2014, 2014–2016)
- Austin Diaz – guitare rythmique, chœurs (2008–2016)
- Cody Paige – batterie (2014–2016)

### Anciens membres
- Raul Garcia –  batterie (2004–2006)
- Alex Nuñez – guitare rythmique, chœurs (2004–2008)
- Zakk Sandler – basse, chœurs (2004–2013)
- Steven Spence – batterie (2006–2013)
- Tim D'Onofrio – batterie (2013–2014)
- Ronny Gutierrez – basse (2014)

## Discographie
- 2008 : Light from Above
- 2011 : Post mortem
- 2015 : Chasing Shadows